# Aridelus flavicans
Aridelus flavicans är en stekelart som beskrevs av Chao 1974. Aridelus flavicans ingår i släktet Aridelus och familjen bracksteklar. Inga underarter finns listade.